# Saint-Didier (Ille y Vilaine)
 Saint-Didier  es una población y comuna francesa, situada en la región de Bretaña, departamento de Ille y Vilaine, en el distrito de Rennes y cantón de Châteaubourg.

## Demografía
| 679 | 652 | 679 | 859 | 1055 | 1275 |
| Para los censos de 1962 a 1999 la población legal corresponde a la población sin duplicidades (Fuente: INSEE [Consultar]) |     |     |     |      |      |